# Тархачі
Тархачі, Таркацу або Тархос (центральногрецькою Tarkatzusz) — другий за віком син князя Арпада. Про його існування ми знаємо від Костянтина VII Багранородного, якому угорська делегація, що відвідала його близько 948 року, розповідала про угорців і родину Арпада.

## Походження його імені
Як вважав Дюла Немет ім'я є зменшувальною формою почесного імені тархан. Деже Паїш виводить слово від тюркського дієслова, що означає «вставати». Виходячи з цього, він і Дюла Крісто вважали її такою ж, як Ліюнтика.

## Зона панування
У випадку з угорцями Дьорфі Дьордь приписує їм так званий напівкочовий спосіб життя, який чергував зиму й літо з пасовищами, під час якого Арпад і його сини також пересувалися вздовж річки між зимовими та літніми житлами — через потребу тварин у воді та пасовищах. Під час дослідження топонімів він дійшов висновку, що територія, куди переселилися князі, була лівим берегом Дунаю, Арпад «кочував» між Печем і островом Чепель, а зимівники його синів були по обидва боки річки. Дунай, навколо Толни і Калочі. Ця система могла бути створена лише тоді, коли угорці вже зайняли Паннонію, тобто після 900 року. Ймовірно, він був створений дуже скоро, оскільки після смерті Курсана (904) можна спостерігати його модифікацію, коли Арпад заволодів кордоном Дунаю аж до Чаллокеза, анексувавши територію проживання Курсана.
За цим дослідженням, зимове житло Таркацу окреслюється степом Тархачії поблизу Толнавара, і він змінив житло вздовж потоку Сіо — Капош — Сек на своє літнє житло, сьогоднішній Таррос. Імена його нащадків, Тевелі і Тормас, також зустрічаються в цьому районі, це, ймовірно, стало основною територією родини з його гілки, навколо якої пізніше було сформовано округ Толна.
Назва місця належить до проживання Тархачі на Аль-Дану на території округу Кеве, який після завоювання був однією з територій каварів, частини дукатуса, яке зазвичай належить князям, які були спадкоємцями престолу. Тархос в окрузі Бекеш знаходиться на краю герцогства Біхар, а його проживання в окрузі Хевеш знаходиться в районі проживання клану Аба, який пов'язаний з каварами.

## Його життя
Якщо припущення Дьорфі Дьордя про те, що Арпада у головній владі змінив Сабольч, вірне, а Тархачі на той час був ще живий, то він міг бути спадкоємцем престолу разом із Сабольчем, на що можуть вказувати площі кочовищ, якими він володів. Землі у дукаті належали спадкоємцю престолу, і він як спадкоємець престолу міг бути вождем каварів.
Його ім'я з'являється у формі Dursac як одного з лідерів італійської кампанії 921-922 років у компанії Бурсака / Боґата. За Людпрандом, Дурсак і Боґат були дуже хорошими друзями з італійським королем Беренгаром, який на той час також мав титул імператора. Угорці, які від'їжджали до Італії, допомогли йому розправитися з ворогами, які щойно зібралися у Вероні. Угорці успішно здивували супротивників Беренгара, перебивши їх або взявши в полон.
Деякі, зокрема Дьюла Крісто, вважають, що після Арпада саме він став Великим князем.

## Його нащадки
Термецу також був членом угорської делегації, яка відвідала Візантію близько 948 року, лідером якої був Булчу. Інформацію, отриману з розповіді делегації, залишив нащадкам імператор у своїй праці Костянтин VII Багрянородний, з якої ми знаємо, що син Трхачі був Тевелі, а його син, онук Тархачі, князь Тормас.
Наслідки битви під Авгсбургом у 955 році пережили гілки двох синів Арпада, Тархачі та Золти, які зрештою взяли великокнязівську, а потім і королівську владу. Здається, що гілка Юташа та Єлека тоді вимерли, і ми не знаємо про нащадків Ліюнтики.
За словами Балінта Гомана та Дьєрдя Дьорфі, Тар Зерінд, батько Коппаня, також був сином Тевелі, а отже, онуком Тархачі. Серед гілок Тархачі та Золти остаточно перемогла під час боротьби за владу між Коппані та Святим Стефаном гілка Золти.